# Tomáš Hanák (florbalista)
Tomáš Hanák (* 26. října 2002 Český Krumlov) je český florbalový útočník, reprezentant, vítěz Poháru mistrů 2024, dvojnásobný mistr Česka ze sezón 2022/2023 a 2023/2024 a juniorský mistr světa z roku 2021. V českých nejvyšších soutěžích hraje od roku 2019.

## Klubová kariéra

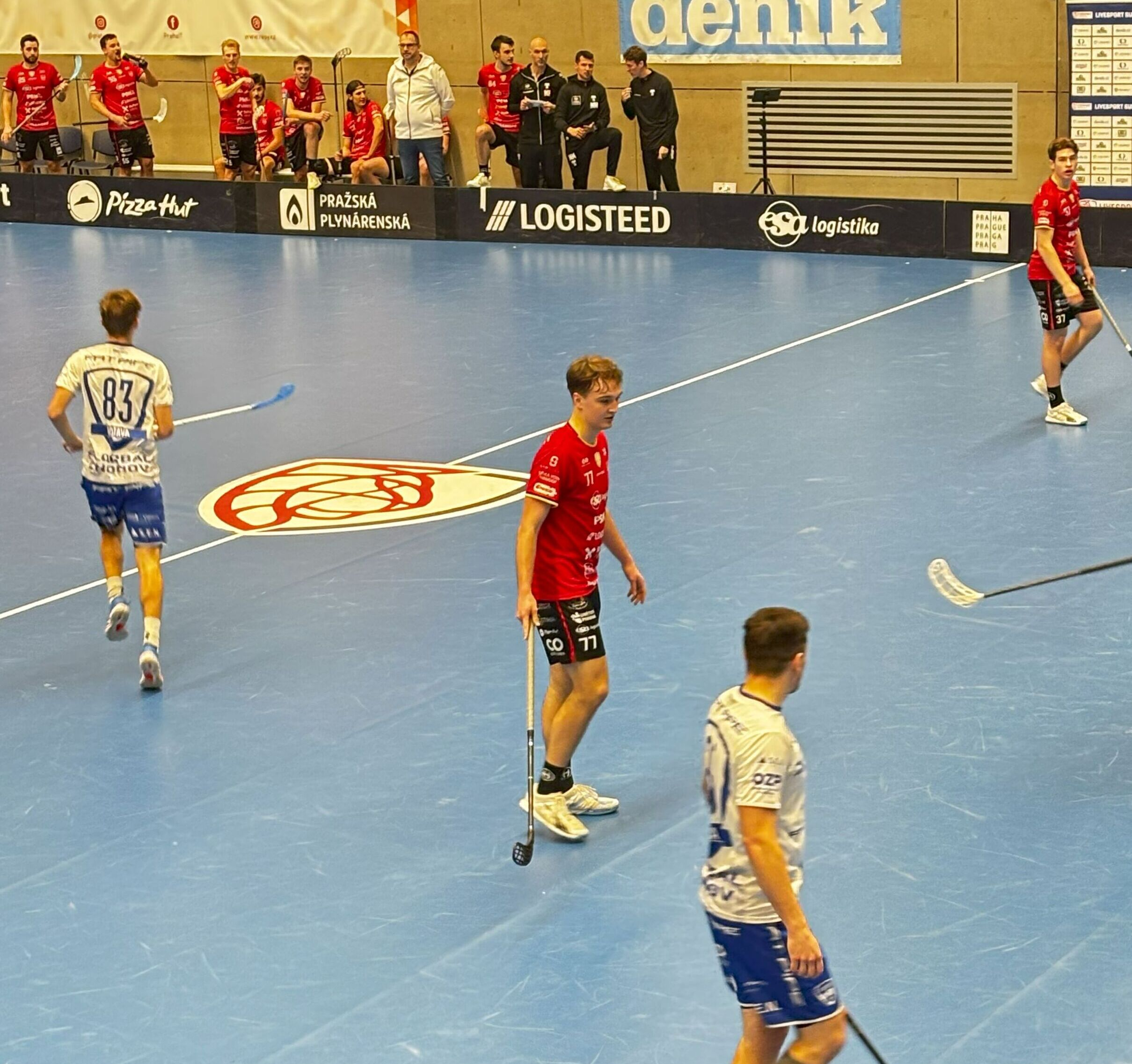
Hanák (uprostřed) v dresu Tatranu Střešovice v semifinále Poháru Českého florbalu 2024/2025

Hanák s florbalem začínal v klubu FBC Český Krumlov. V dorosteneckém věku přestoupil do FBC Štíři Č. Budějovice. Do 15 let hrál i hokej. Za Budějovice v sezóně 2019/2020 poprvé nastoupil v 1. lize mužů a stal se nejproduktivnějším hráčem týmu. Ve stejném ročníku na střídavé hostování odehrál i několik zápasů v Superlize za pražský tým Black Angels, kde již hrál i jeho starší bratr Radek.
V dalších dvou sezónách již hrál za Black Angels pravidelně a stal se jedním ze dvou nejproduktivnějších hráčů týmu. I jeho přispěním tým poprvé postoupil do play-off. Stále hrál na střídavý start i za Budějovice.
V roce 2022 Hanák přestoupil do týmu Tatran Střešovice. I v Tatranu dál patřil k nejlepším hráčům a s týmem jako první v historii Superligy prošli základní části bez ztráty bodu a následně získali první mistrovský titul po osmi letech. V superfinále Hanák asistoval na jeden gól.
V lednu 2024 jako první český tým vyhráli Pohár mistrů, poté co Hanák ve finále vstřelil vítězný gól. O měsíc později zvítězili po třinácti letech i v národním poháru, kde Hanák ve finálovém zápase také vstřelil gól a byl vyhlášen hráčem utkání. Ve stejné sezóně vstřelil dva góly v superfinále ligy, včetně rozhodujícího v prodloužení, a opět byl vyhlášen hráčem zápasu. Tím s Tatranem obhájil titul a získal tzv. treble.
V sezóně 2024/2025 se k němu v Tatranu připojil bratr Radek. Společně s týmem získali titul vicemistra, ke kterému Tomáš mimo jiné přispěl rozhodujícím gólem semifinálové série. Také obhájili zlato z Poháru, v jehož finále Hanák vstřelil gól.

## Reprezentační kariéra

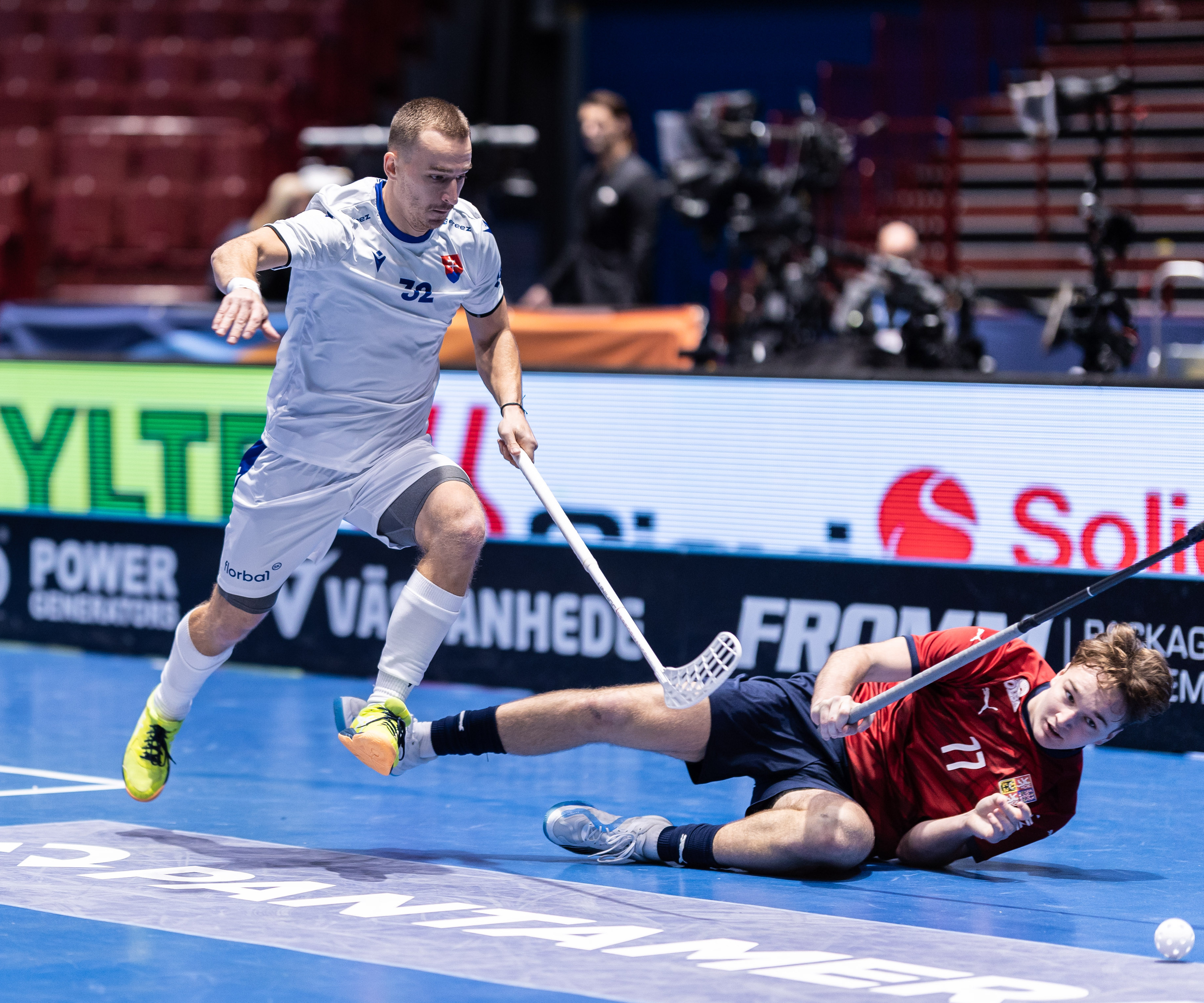
Hanák (vpravo na zemi) na Mistrovství světa 2024

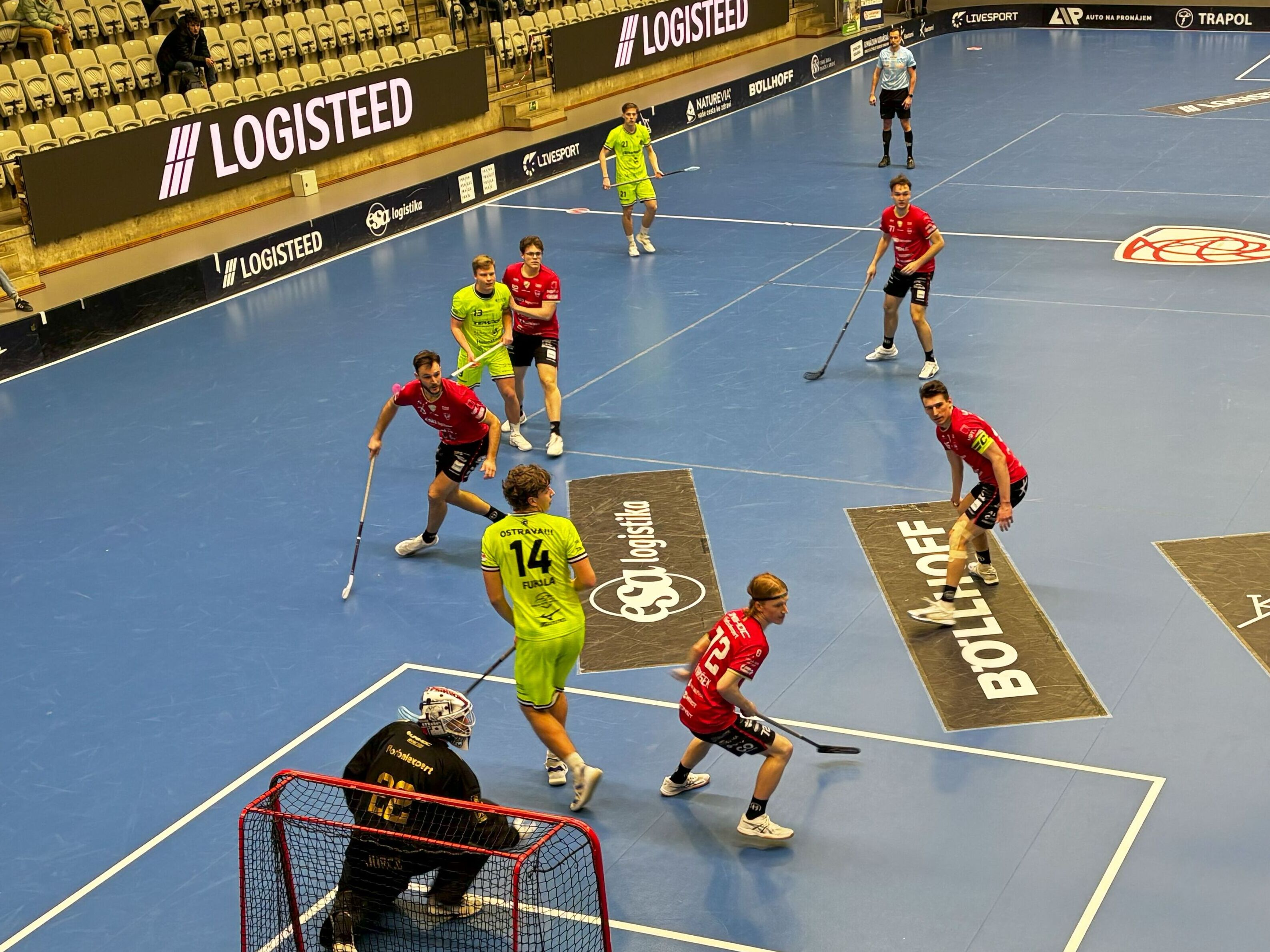
Hanák (v červeném vzadu) s bratrem Radkem (v červeném vlevo) hrající za Tatran Střešovice v sezóně 2024/2025

Hanák s juniorskou reprezentací na domácím Mistrovství světa do 19 let v roce 2021 obhájil české zlato z předešlého šampionátu.
Za mužskou reprezentaci nastoupil poprvé v únoru 2023. V listopadu 2023 s týmem potřetí v historii vyhráli turnaj Euro Floorball Tour, na kterém porazili dosud nejvyšším rozdílem 12:8 Švédsko a jako první jim nastříleli dvoumístný počet branek.
Na šampionátu v roce 2024 byli s Matějem Havlasem nejlepšími střelci týmu.
| Umístění         | Soutěž                                       |
| ---------------- | -------------------------------------------- |
| Zlatá medaile    | Mistrovství světa ve florbale do 19 let 2021 |
| Bronzová medaile | Mistrovství světa ve florbale 2024           |

## Rodina
Hanákův starší bratr Radek je také superligový hráč.